# Bodendorfer Straße 2 (Ehlingen)

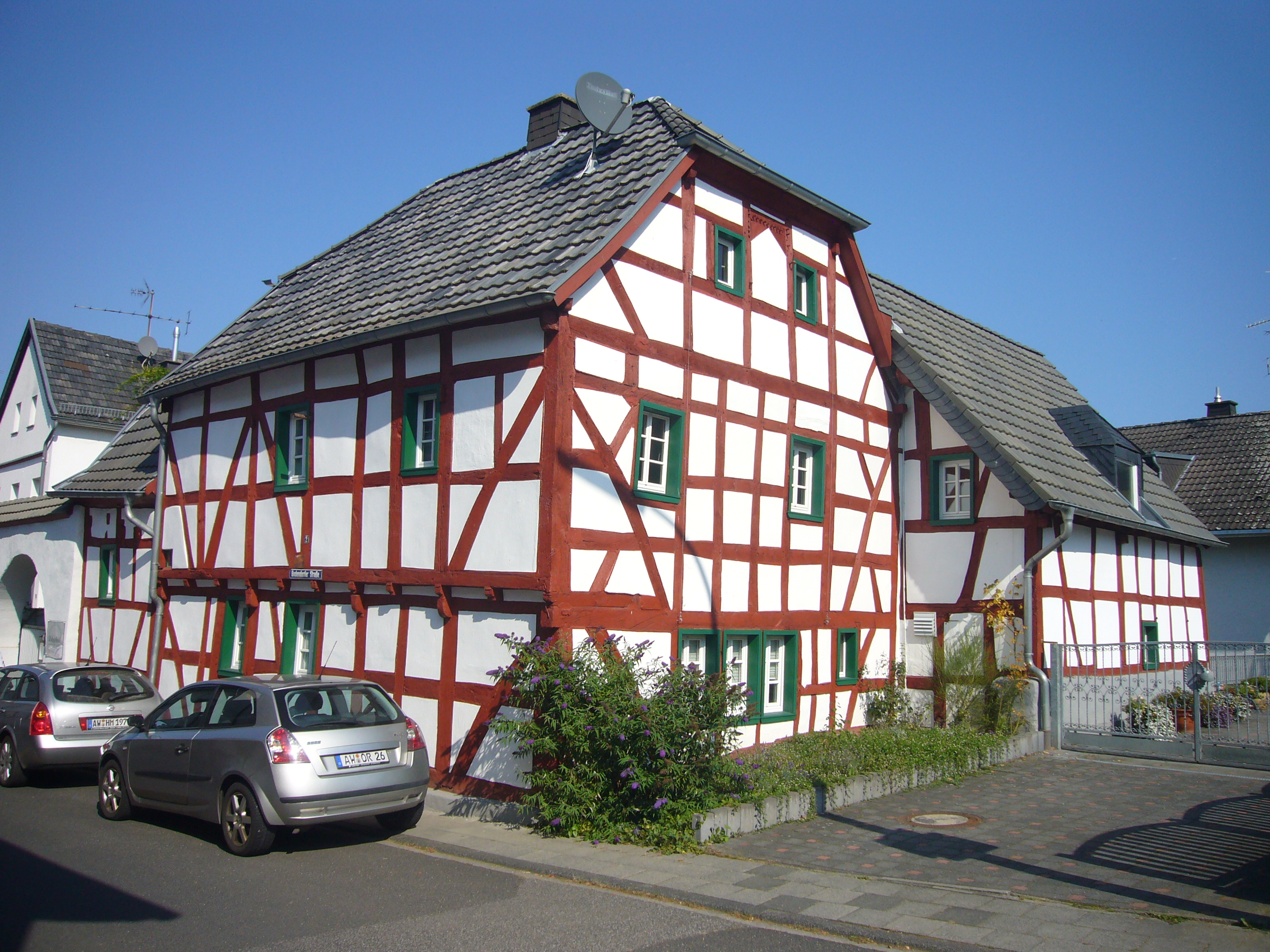
Fachwerkhaus Bodendorfer Straße 2 in Ehlingen, links außen die Toreinfahrt

Das Gebäude Bodendorfer Straße 2 (auch als Zehnthof  bezeichnet) in Ehlingen, einem Stadtteil von Bad Neuenahr-Ahrweiler im Landkreis Ahrweiler in Rheinland-Pfalz, wurde im 17. oder 18. Jahrhundert errichtet. Das Fachwerkhaus am südlichen Ortsausgang ist ein geschütztes Kulturdenkmal. 
Das zweigeschossige Wohnhaus ist ein Ständerbau mit Krüppelwalmdach. Es gehört zu einer früher umfriedeten Anlage mit Wirtschaftsgebäude um einen rechteckigen Hof.
Der Torbogen zur Hofeinfahrt ist mit der Jahreszahl 1711 bezeichnet, ebenso eine Tür an der Nordwand.